# International Association of Women's Museums
De International Association of Women's Museums (IAWM) is een vereniging met de doel om vrouwenmusea wereldwijd te verbinden en te pleiten voor hun belangen.
Het stichtingskantoor ligt in Bonn (Duitsland) en het administratiekantoor in Meran (Italië). Het netwerk is opgericht in 2008 in Meran en in 2012 omgevormd tot een vereniging in Alice Springs (Australië).
IAWM wordt geleid door zes bestuursleden uit verschillende continenten. De voorzitter is momenteel Mona Holm (Noorwegen) en de coördinator van het netwerk is Astrid Schönweger (Italië).

## Conferenties
- Juni 2008: 1st International Congress of Women’s Museums in Meran, Italy
- Juli 2009: 2nd International Congress in Bonn, Duits
- Mei 2010: 3rd International Congress in Buenos Aires, Argentinië
- Oktober 2011: 1st European Congress in Berlijn, Duitsland
- Mei 2012: 4th International Congress in Alice Springs, Australië
- Oktober 2013: 2nd European Congress in Berlijn, Duitsland
- November 2014: 3rd European Congress in Bonn, Duitsland
- November 2016: 5th International Congress, Mexico City, Mexico
- Oktober 2018: 4th European and 1st European-Asian Congress, Istanbul, Turkije

- Juli 2020: 6th International Congress, Hittisau, Vorarlberg, Oostenrijk[3]

## Vrouwenmusea wereldwijd

### Amerika
- Women’s museum Dallas, VS
- Women’s museum Fort Lee, VS
- Women’s museum San Francisco, VS
- Women’s museum Washington, VS

### Australië
- National Pioneer Women's Hall of Fame Inc., Alice Springs

### Afrika
- Women’s museum, Gorée (Senegal)

### Azië
- Women’s museum, Hanoi (Vietnam)

### Europa

Galerij: Vrouwenmusea wereldwijd
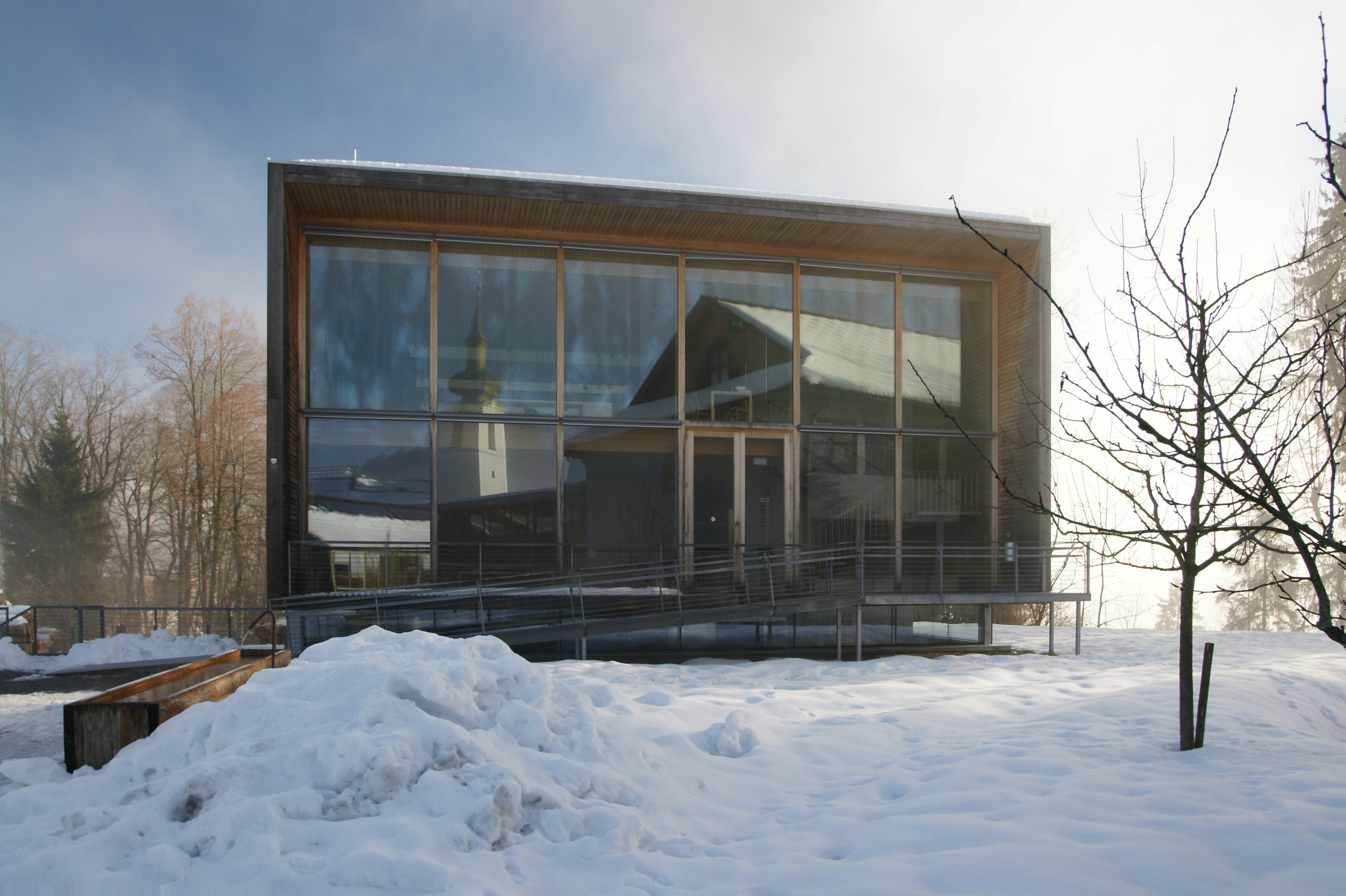
Vrouwenmuseum Hittisau, Vorarlberg (Oostenrijk)
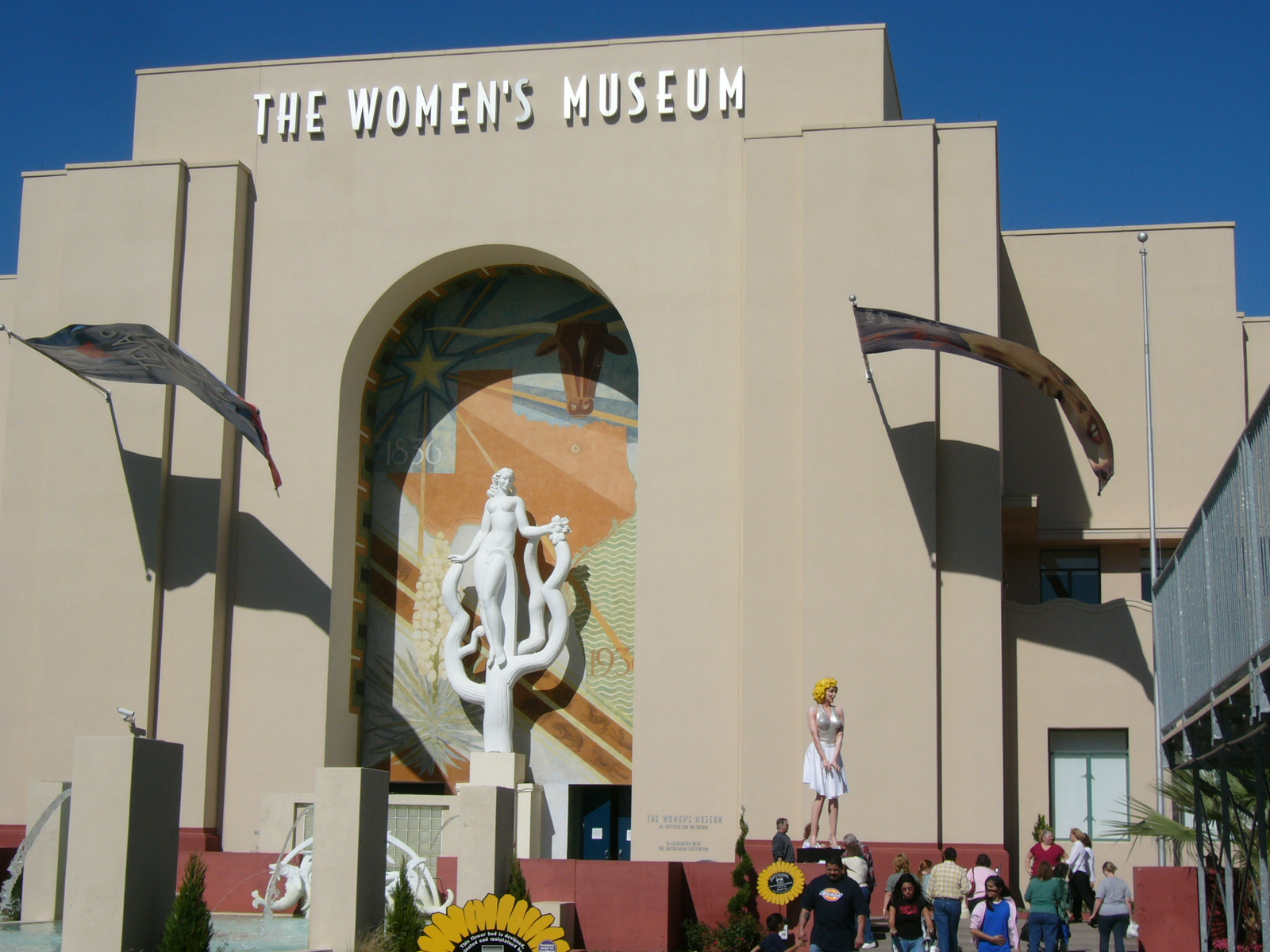
Kvindemuseet, Aarhus (Denemarken)
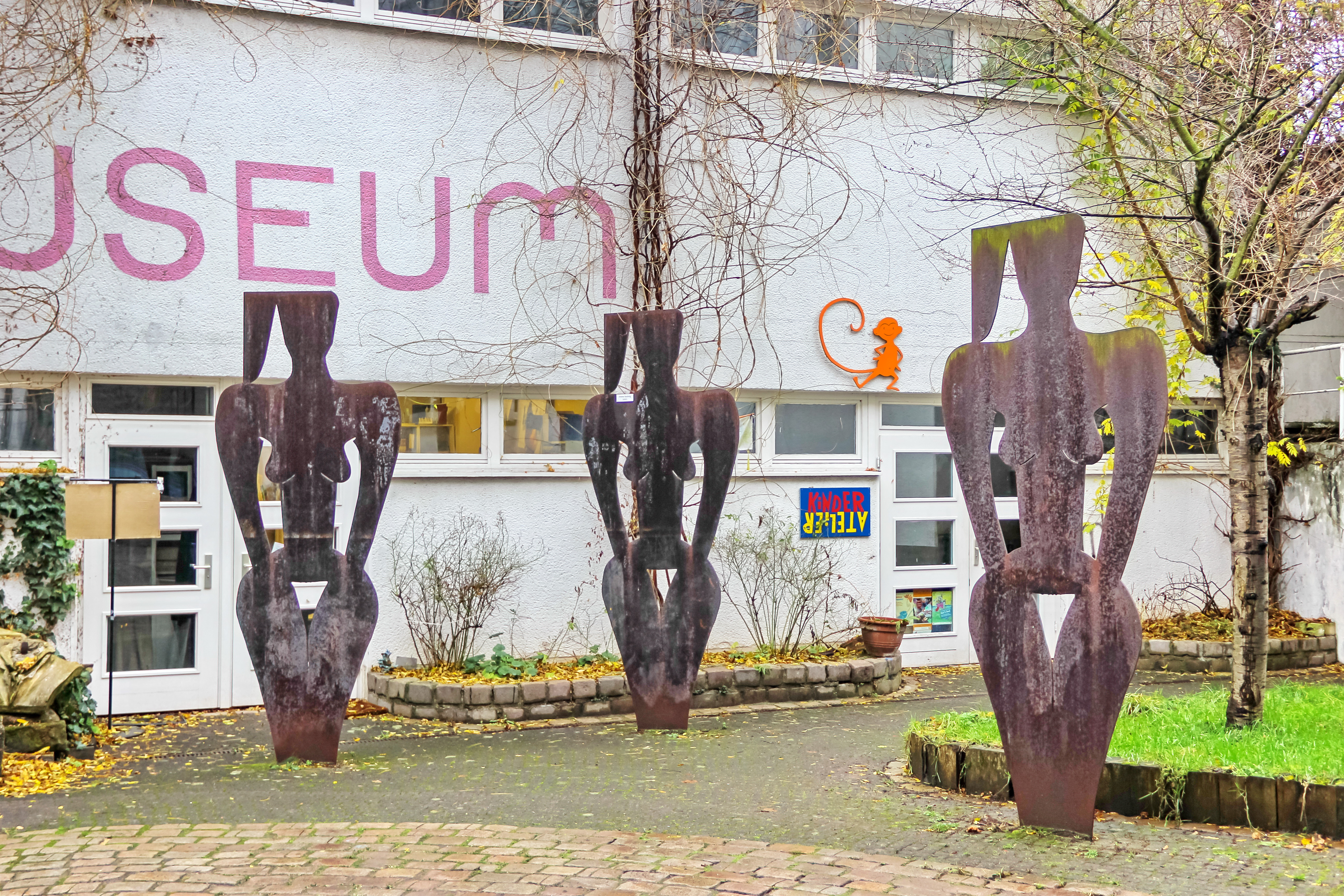
Frauenmuseum, Bonn (Duitsland)
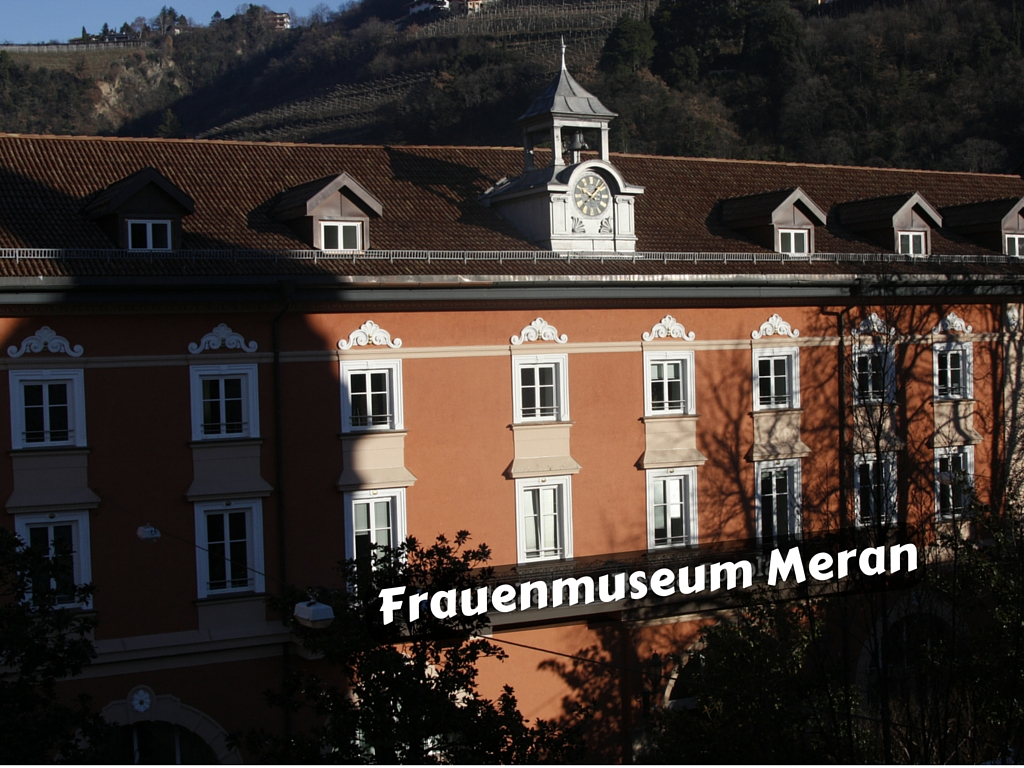
Vrouwenmuseum, Meran (Italië)

Voor een volledige en actuele overzicht, kijk naar Lijst van vrouwenmusea.